# Theresa Lola
Theresa Lola (sinh năm 1994), là một nhà thơ và nhà văn người Nigeria gốc Anh. Cô là người chiến thắng chung cuộc của Giải thưởng thơ quốc tế châu Phi năm 2018.. Vào tháng 4 năm 2019, cô đã được công bố là Người nổi tiếng Trẻ tuổi năm 2019 được trao tại London, Vương quốc Anh.

## Thời Niên thiếu
Theresa Lola sinh ra ở Lagos, Nigeria và sau đó đã chuyển đến London, Vương quốc Anh vào năm 2007 khi cô mới 13 tuổi. Năm 2015, cô tốt nghiệp hạng nhất chuyên ngành Kế toán và Tài chính tại Đại học Hertfordshire.

## Nghề nghiệp
Sau đại học, Lola tham gia chương trình Nhà thơ trẻ Barbican . Ngay sau khi cô lọt vào danh sách rút gọn cho Giải thưởng thơ Bridport 2016 , và sau đó đã giành được giải Búa thơ quốc gia Búa và Lưỡi 2017. Năm 2018, cô là người chiến thắng chung cuộc của Giải thưởng thơ quốc tế châu Phi năm 2018. Trong cùng năm đó, cô được Văn phòng Thị trưởng London giao nhiệm vụ viết và đọc một bài thơ trong buổi ra mắt bức tượng Millicent Fawcett tại Quảng trường Quốc hội. Một năm sau, vào tháng 4 năm 2019, cô được công bố là Người trẻ tuổi tiêu biểu của năm 2019 tổ chức tại London. Năm 2019, tập thơ đầu tay của Lola 'Tìm kiếm trạng thái cân bằng' đã được xuất bản bởi Nine Arches Press, được mô tả như là một "bài thánh ca vinh quang để được sống và bị thương" bởi Pascale Petit.